# Strathfield Municipality
Koordinaten: 33° 52′ S, 151° 6′ O

Die Municipality of Strathfield ist ein lokales Verwaltungsgebiet (LGA) im australischen Bundesstaat New South Wales. Strathfield gehört zur Metropole Sydney, der Hauptstadt von New South Wales. Das Gebiet ist 14,001 km² groß und hat etwa 46.000 Einwohner.
Strathfield liegt am Westende von Inner Sydney etwa 11 km westlich des Stadtzentrums. Das Gebiet beinhaltet 6 Stadtteile: Homebush, Strathfield South und Teile von Belfield, Greenacre, Homebush West und Strathfield. Der Verwaltungssitz des Councils befindet sich im Stadtteil Strathfield im Zentrum der LGA.

## Verwaltung
Der Strathfield Municipal Council hat sieben Mitglieder, die von den Bewohnern der LGA gewählt werden. Strathfield ist nicht in Bezirke untergliedert. Aus dem Kreis der Councillor rekrutiert sich auch der Mayor (Bürgermeister) des Councils.

## Söhne und Töchter der Stadt
- Joyce Winifred Vickery (1908–1979), Botanikerin und Naturschützerin
- Norman von Nida (1914–2007), Golfer
- Bede Vincent Heather (1928–2021), römisch-katholischer Geistlicher, Bischof von Parramatta